# Біляївська міська рада
Біля́ївська міська́ ра́да — орган місцевого самоврядування Біляївської територіальної громади Одеського району Одеської області.

## Історія
Рада була утворена 5 листопада 1979 році як адміністративно-територіальна одиниця Біляївського району з адміністративним центром у місті Біляївці (єдиний населений пункт, підпорядкований раді). Територія ради складала 145,54 км² при населені 14 248 осіб (станом на 2001 рік). На території, підпорядкованій даній раді, знаходилися такі водойми, як річка Турунчук, озера Біле, Саф'яни.
12 серпня 2015 року, після утворення Біляївської територіальної громади, втратила статус адміністративно-територіальної одиниці. Перші вибори за новим законодавством відбулися 25 жовтня 2015 року. 28 січня 2016 місто Біляївка дістало статус міста обласного значення, рада почала відноситись не до Біляївського району, а на пряму до області. У 2018 році Біляївську міську раду Біляївського району виключено з облікових даних. Тоді ж Біляївську міську раду Біляївської міської громади включено в облікові дані. З 17 липня 2020 року Біляївська міська громада (відповідно і рада громади) належить до Одеського району.

## Склад ради
Рада складається з 26 депутатів та голови.
- Голова ради: Бухтіяров Михайло Петрович
- Секретар ради: Борисенко Людмила Василівна

### Керівний склад попередніх скликань
| Прізвище, ім'я, по батькові | Основні відомості                                               | Дата обрання | Дата звільнення |
| --------------------------- | --------------------------------------------------------------- | ------------ | --------------- |
| Бухтіяров Михайло Петрович  | Міський голова, 1958 року народження, освіта вища, безпартійний | 26.03.2006   | 31.10.2010      |
| Бухтіяров Михайло Петрович  | Міський голова, 1958 року народження, освіта вища, безпартійний | 31.10.2010   | 25.10.2015      |
| Бухтіяров Михайло Петрович  | Міський голова, 1958 року народження, освіта вища, безпартійний | 25.10.2015   | 25.10.2020      |

Примітка: таблиця складена за даними сайту Верховної Ради України та ЦВК

### Депутати VII скликання
За результатами місцевих виборів 2015 року депутатами ради стали:

#### За суб'єктами висування
| Суб'єкт висування                                       | Кількість обраних депутатів | %     |
| ------------------------------------------------------- | --------------------------- | ----- |
| Політична партія «Опозиційний блок»                     | 7                           | 26.92 |
| Партія Блок Петра Порошенка «Солідарність»              | 5                           | 19.23 |
| Партія «Відродження»                                    | 4                           | 15.38 |
| Політична партія Всеукраїнське об'єднання «Батьківщина» | 3                           | 11.54 |
| Політична партія «Наш край»                             | 3                           | 11.54 |
| Політична партія «Конкретних справ»                     | 2                           | 7.69  |
| Радикальна партія Олега Ляшка                           | 2                           | 7.69  |

#### За округами
| № округу                                                | Прізвище, ім'я, по батькові    | Дата нар.  | Освіта             | Партійна приналежність | Відомості |
| ------------------------------------------------------- | ------------------------------ | ---------- | ------------------ | ---------------------- | --- |
| Політична Партія «Опозиційний блок»                     |                                |            |                    |                        | |
| пк                                                      | Верро Віталій Вільєвич         | 09.04.1966 | вища               | «Опозиційний блок»     | Біляївська районна центральна лікарня, лікар-травматолог |
| 14                                                      | Азаренкова Надія Володимирівна | 20.02.1959 | вища               | «Опозиційний блок»     | Комерційна фірма «Багира і Ко», приватний підприємець |
| 3                                                       | Сокуренко Віктор Володимирович | 28.02.1984 | вища               | «Опозиційний блок»     | Керівник, Біляївське ЖЭКП |
| 12                                                      | Підмазко Микола Миколайович    | 18.02.1983 | загальна середня   | «Опозиційний блок»     | пенсіонер |
| 10                                                      | Волженіна Ніна Георгіївна      | 29.07.1953 | вища               | «Опозиційний блок»     | Біляївська районна організація Працівників профспілки державних установ, голова |
| 7                                                       | Філіппова Тетяна Іванівна      | 06.01.1972 | вища               | «Опозиційний блок»     | тимчасово не працює |
| 2                                                       | Долготер Ольга Савелівна       | 09.05.1949 | середня спеціальна | «Опозиційний блок»     | пенсіонер |
| ПАРТІЯ "БЛОК ПЕТРА ПОРОШЕНКА «СОЛІДАРНІСТЬ»             |                                |            |                    |                        | |
| пк                                                      | Іванов Володимир Іванович      | 02.05.1962 | вища               | БПП «Солідарність»     | пенсіонер |
| 22                                                      | Борисенко Людмила Василівна    | 12.04.1961 | вища               | безпартійна            | Біляївська міська рада, секретар |
| 25                                                      | Новак Олександр Олексійович    | 22.11.1975 | вища               | безпартійний           | Фізична особа-підприємець |
| 4                                                       | Римарчук Сергій Володимирович  | 15.11.1976 | вища               | безпартійний           | Біляївська міська рада, юрист |
| 2                                                       | Долготер Анатолій Павлович     | 20.05.1954 | вища               | безпартійний           | Фізична особа -підприємець, фізична особа підприємець |
| Партія «Відродження»                                    |                                |            |                    |                        | |
| пк                                                      | Гіжиця Ольга Олександрівна     | 07.07.1966 | вища               | «Відродження»          | Фізична особа, приватний підприємець |
| 5                                                       | Ніцевич Олеся Володимирівна    | 02.04.1993 | вища               | «Відродження»          | Редакція районної газети «Південна зоря», журналіст |
| 21                                                      | Авраменко Андрій Олександрович | 27.07.1984 | вища               | безпартійний           | Біляївська районна рада, спеціаліст |
| 16                                                      | Усенко Василь Миколайович      | 30.09.1972 | вища               | безпартійний           | Біляївська міжрайонна дирекція фонду соціального страхування, директор |
| політична партія Всеукраїнське об'єднання «Батьківщина» |                                |            |                    |                        | |
| пк                                                      | Кукушкін Олег Юрійович         | 21.04.1970 | вища               | ВО «Батьківщина»       | ПП «Одеське БТІ», інженер |
| 26                                                      | Осадча Наталія Володимирівна   | 29.06.1973 | вища               | безпартійна            | Обласна рада адвокатів, адвокат |
| 3                                                       | Раздорожна Ірина Юріївна       | 19.03.1992 | вища               | безпартійна            | Біляївська РДА, головний спеціаліст |
| Політична партія «Наш край»                             |                                |            |                    |                        | |
| пк                                                      | Кіссе Максим Антонович         | 28.06.1990 | вища               | «Наш край»             | Аварійно-Рятувальний Загін Спеціального Призначення головного Управління Державної Служби Надзвичайних Ситуацій України в Одеській області, провідний фахівець відділення ресурсного забезпечення                                     |
| 12                                                      | Чорний Микола Анатолійович     | 06.01.1972 | вища               | безпартійний           | тимчасово не працює |
| 19                                                      | Кравченко Олена Петрівна       | 10.08.1984 | вища               | безпартійна            | тимчасово не працює |
| Політична партія «КОНКРЕТНИХ СПРАВ»                     |                                |            |                    |                        | |
| пк                                                      | Крачков Андрій Миколайович     | 15.03.1980 | вища               | безпартійний           | КП «АСТ», водій |
| 7                                                       | Руденко Андрій Олександрович   | 15.08.1981 | вища               | безпартійний           | ТОВ «ТД. Сан-Оіл», оператор |
| Радикальна партія Олега Ляшка                           |                                |            |                    |                        | |
| пк                                                      | Драган Олександр Вікторович    | 03.02.1975 | вища               | безпартійний           | Слідче управління в АР Крим ГУМВС України, старший слідчий |
| 19                                                      | Рогачко Олег Володимирович     | 18.09.1982 | вища               | безпартійний           | Управління Державної казначейської служби України у Біляївському районі Одеської області, заступник начальника управління — начальник відділу бюджетних надходжень, видатків та обслуговування розпорядників коштів та інших клієнтів |

### Депутати VI скликання
За результатами місцевих виборів 2010 року депутатами ради стали:

#### За суб'єктами висування
| Суб'єкт висування                                       | Кількість обраних депутатів | %   |
| ------------------------------------------------------- | --------------------------- | --- |
| Партія регіонів                                         | 21                          | 70  |
| Політична партія Всеукраїнське об'єднання «Батьківщина» | 3                           | 10  |
| Комуністична партія України                             | 2                           | 6,7 |
| Народна партія                                          | 1                           | 3,3 |
| Політична партія «Сильна Україна»                       | 1                           | 3,3 |
| Політична партія «Фронт Змін»                           | 1                           | 3,3 |
| Соціалістична партія України                            | 1                           | 3,3 |